# Padre no hay más que uno 5: Nido repleto
Padre no hay más que uno 5: Nido repleto és una pel·lícula de comèdia espanyola de la franquícia cinematogràfica Padre no hay más que uno dirigida per Santiago Segura. Igual que en totes les pel·lícules, els mateixos actors com Santiago Segura, Leo Harlem, Toni Acosta, Calma Segura, Sirena Segura i Martina D'Antochia repeteixen els seus papers.

## Producció
El rodatge de la pel·lícula va començar l'agost de 2024 i es va dur a terme en diverses localitzacions de Madrid, Sant Sebastià i Gran Canària, sobretot en un xalet de Tafira (Las Palmas de Gran Canària) com un dels escenaris principals. L'equip de producció va romandre a l'illa fins a principis de setembre d'aquest any.
La producció va anar a càrrec de Bowfinger International Pictures en coproducció amb Padre Cuatro AIE, en associació amb Sony Pictures Entertainment Iberia. Va comptar amb la participació de Netflix, Atresmedia Cine i Crea SGR, i la distribució va ser responsabilitat de Sony Pictures.

## Estrena
Es va estrenar als cinemes espanyols el 26 de juny de 2025.

## Repartiment
- Santiago Segura com a Javier García[6]
- Toni Acosta com a Marisa Loyola
- Martina D'Antiochia com a Sara García Loyola
- Calma Segura com a Carlota García Loyola
- Luna Fulgencio com a Rocío García Loyola
- Carlos González Morollón com a Daniel "Dani" García Loyola
- Sirena Segura com a Paula "Paulita" García Loyola
- Blanca Ramírez com a Cristina "Cris" García Loyola
- Leo Harlem com a Paco García
- Sílvia Abril com a Carmen
- Loles León com a Milagros
- Diego Arroba "El Cejas" com a Carlos Ocho
- Carlos Iglesias com a Agustín Loyola
- Marta González de Vega com a Leticia
- Xavier Deltell com a Pedro
- David Fernández com a Rodolfo Chikilicuatre
- Wendy Ramos com a Rosaura
- Neus Asensi com la mare de l'Ocho
- Nieves Herrero com la professora de la Cris
- Florentino Fernández com el capellà
- David Guapo com l'agent immobiliari
- Lucía Ramos com la professora de gimnàstica de la Paulita
- Valeria Ros com la tutora de la Paulita
- Antonio Resines com a Toño Triana
- Omar Montes com a Big Bambini